# خوسيه دي كيروز
خوسيه دي كيروز (بالإنجليزية: José De Queiroz )‏ (و. 1954 – م) هو عالم فلك من سويسرا .